# THE KIDDIE
THE KIDDIE（キディ）は日本のヴィジュアル系ロックバンド。2007年5月に揺紗とユウダイを中心に結成。同年7月から活動を開始。2010年7月14日にメジャー・デビュー。2015年3月31日のZepp Tokyo公演をもって解散。

## 概要
2007年5月にex.華族のメンバーのVo.揺紗とDr.ユウダイを中心として、そこにex.華族のメンバーGt.淳、ユウダイの知り合いだったBa.そらお、Ba.そらおの紹介からGt.佑聖が加わり結成。
コンセプトとバンド名は連動していて、目に見えるものが新鮮で、新しく触れたものが輝いて見えていた子供のころのように常に新しいものをどんどん求めていくというスタンス。バンド名も、子供のような常に新しい心でいつまでも楽しく音楽に触れ合い、取り組んでいきたいからと言う気持ちから「THE KIDDIE」（意味は「子供」やそれをもっとラフに言った「ガキ」。）と名付けた。
ヴィジュアル系というよりはJ-POPに近い曲調や、他のヴィジュアル系バンドに比べて衣装が派手ではないことからソフトヴィジュアル系と言える。公式携帯サイトを担っているエキサイト・アーティストモールでも以前のカテゴリが「V-ROCK」だったのに対し、メジャー・デビュー発表から「POP」のカテゴリになった。
初期の頃は高田馬場AREAで一度シークレットライブをしたのち、2007年7月1日の目黒鹿鳴館でのライブからライブ活動を中心とした正式な活動を開始。
2008年まで自主制作で3枚CDをリリース。2009年からは現在の事務所であるシーブロックに所属。これより本格的な活動を始める。しかし、揺紗の喉のポリープ治療のため2009年4月12日、高田馬場AREAのライブから活動を一旦休止。その2日後に揺紗はポリープ切除の手術を受け、無事成功した。6月5日、4thシングル「NOAH」購入者限定ライブ「KIDDIE SUMMIT」より活動を無事再開した。
インディーズラストの衣装のテーマを「制服」とし、全国5か所を周った「Hi-FiVE」ツアーのファイナルのアンコールでは、このライブ限定で「卒業」をテーマにした今までとは別の黒のスーツに花を添えた衣装に着替え、2010年7月14日にキングレコードよりメジャー・デビューすることを発表した。
ファンの愛称は「kidd's」（キッズ）。これは揺紗が考案したもので、公式モバイルサイトのQ&Aや公式ブログなどで公表し徐々に広まっていった。これは公式ファンクラブの名称でもある。
メンバー登場のSE時、ライブでは定番曲になっている「elite STAR＋」、そのカップリングの「夢現ライト」では星型の三色に光るライト（「☆の光るやつ！（ほしのひかるやつ）」）を点灯させる。また、ライブ中メンバーは「☆の光るやつ！」、少し形を変えた新しいグッズの「☆の光るやつ2」を点灯させたまま、楽器や腰、アンプなどにつけている。
2014年12月25日、渋谷公会堂でのライブで解散を発表。「結成以来、常に誰にも真似できない新しい音楽を求め、突き進んできましたが、アルバム『DYSTOPIA』の制作を通じ、ようやくバンドとして一つの解に辿り着くことができました。この可能性に溢れた一枚が出来た今、我々5人はそれぞれ新しい環境に身を置こうという考えに至りました。」と発表されたが、後に揺紗と佑聖が「8年間の活動の中で徐々に業界のしがらみに縛られ……。もっと自由に活動したいと思いバンドを解散した」と答え、ユウダイも「ただただ歳をとっていくだけでキャリアとしても良いものも残せてないし、お金もない。全部最悪だなって。音楽の方向性として自分達がV系をやる必要がなくなった。他の人に握られてやるのではなくもっと自分達で自由に活動していきたい」と、それぞれ解散の決め手となった答えを発表した。2015年3月31日、Zepp Tokyoでのラストライブを終え、解散となった。
解散した今でも、メンバーの聖誕祭でメンバーが集まりセッションという形でファンの前でたまにライブをしている時がある。

## メンバー
揺紗（ゆさ）/ Vocal
- 1984年4月9日生まれ　O型　神奈川県藤沢市出身 173cm 58kg
- （ex.華族）
- 以前、煙草はMILDSEVEN LIGHTを吸っていたが、現在はほぼ吸わないとのこと。
- 香水はDior HOMMEを愛用。好きなアーティストはSUPERCARやYUKI。
  - 愛称は「さ～ゆ～」など、よくふざけて業界人風の言葉使いをする。
  - Gt.淳が作詞したもの以外、ほぼ全曲の作詞を手掛けている。
  - アートワークが好きで、バンドのグッズなどで所々使われているキャラクターの「ぴょん」と「ぴょこ」も本人がデザインしたもの。時折CDのジャケットも自身で手掛けている。「バンドをやっていなかったら何をしているか」という質問に対して「グラフィックデザイナー」や「画家」と回答している。
  - フリーペーパー「Gab.」主催のサッカー大会で、以前にサッカーのジュニアユースを経験したことがあると明かした。（加入はしていないとのこと。）
  - パートにボーカルを選んだ理由は「一番目立つから」
  - 現在では、元12012齋藤紳一郎、Ba.YUKIAの3人からなるジャパニーズロックバンド鳳-AGEHA-（アゲハ）でギターボーカルを担当し、ナイトメア RUKAのソロプロジェクト「LSN」（旧名The LEGENDARY SIX NINE）でもサポートメンバーとして活動している

佑聖（ゆうせい）/Guitar(ステージでは上手側)
- 1987年4月13日生まれ　A型　神奈川県川崎市出身 166cm 55kg
- 好きな煙草の銘柄はKENT ULTRA MENTHOL 1。
- 愛用の香水はDOLCE&GABBANA the one FOR MENやBLUE JEANS。
- 好きなアーティスト、影響を受けたアーティストはスリップノットやリンプ・ビズキット。
  - 常にテンションが高い。
  - 体が常人では曲がらない方向に曲がる。
  - 「兄弟がいる」と言うと末っ子に思われがちらしいが、実際には5人兄弟の長男。
  - シドの明希、アリス九號.の虎などと交流がある。
  - パートにギターを選んだ理由は「一番かっこいいから」
  - 現在では「YOUSAY」名義でAKi(シド)、 シン(ex.ViViD)、KOKI(ex.KAT-TUN、ex.INKT)などの数多くのミュージシャンのサポートギタリストとして活動しながら、作曲家、編曲家、音楽プロデューサーとしてマルチに活動している。以前はKNZ(彩冷える-ayabie、GREMLINS)と共にYouTuberユニット「雷兄弟」を結成し活動していた。

淳（じゅん)/Guitar(ステージでは下手側)
- 8月4日生まれ AB型 茨城県出身 167cm 50kg
- （ex.パラレル→Giglle(ジュン)→繚華 with Wicked Children(サポート/淳)→リスミー(淳)→華族(ヂュン)）
- 好きな煙草の銘柄はJPSだが、喫煙はやめた。愛用の香水はLALIQUE AMETHYST。
- 影響を受けたアーティストはヌーノ・ベッテンコート、柴崎浩、ジェフ・ベック、LUNA SEAなど。
  - 痩せの大食い。好きなものは丼物で、なるべくかきこんで食べられる物を好む。
  - 趣味は読書と寝ること。本は森博嗣、伊坂幸太郎などの作品を愛読している。読書熱心なところを買われ、Vo.揺紗に「作詞をしてみないか」と言われ、「Blow up」と「嵐の夜」の作詞を手掛け、同時に作曲も自身が行っている。
  - ペンギンのなかでも特に好きなのがフンボルトペンギンと語っていたが、ペンギンならオールジャンル好きで種類には詳しい。
  - パートにギターを選んだ理由は「ボーカルをやろうと思っていたが、妹に音痴だと言われたので次に目立つギターにした」としているが、実際に歌は下手ではない。
  - 現在では「ミヤジマジュン」名義で音楽プロデューサーとして活動している。

そらお/Bass
- 2月26日生まれ A型 鹿児島県生まれ千葉県育ち 176cm 60kg
- （ex.Shelly ～Jazz Rock Children～(そら)）
- 好きな煙草の銘柄はSeven Stars（soft pack）。愛用の香水はBVIGARI POUR HOMME。
- 好きなアーティスト、影響を受けたアーティストはJUDY AND MARYやHysteric Blue。
  - 自他共に認める"イケメン"。
  - ドラマを一時停止をして見るほどの北川景子ファン（のちにラジオで「そこまでじゃない(笑)」と否定）。
  - 中学時代は野球部で坊主だった。当時は駅伝に出たり、リレーでアンカーを任されることが多かったりと運動神経抜群だった。
  - パートにベースを選んだ理由は「高校生の時に楽器屋に行き、ベースに一目惚れして買ってしまったから。」

ユウダイ/Drums
- 1984年12月21日生まれ B型 神奈川県横浜市出身（生まれは、福岡県） 173cm 57kg
- （ex.Re'lude(ローディー)→ギブス→CODE NAME(ユウ)→華族(ゆう)）
- 非喫煙者。愛用の香水はDOLCE&GABBANA LIGHT BLUE。
- 好きなアーティストはKorn、メタリカ。 影響を受けたアーティストはリンプ・ビズキット。
  - バンド内のリーダーであり、多くの作曲を手掛けている。
  - アメリカからの帰国子女。
  - 以前、アリス九號.のボーカル・将とギター・虎、Dのベース・Tsunehitoとヴィジュアル系バンド『ギブス』を組んでおり、特にAlice Nineの虎とは現在も親交が深い。
  - お酒が好きでよくメンバーや友人と飲む。
  - パートにドラムを選んだ理由は「ドラムが一番目立つと思っていたから（だが、そんなことはなかった！［本人のコメントより］）」
  - 現在は「カブキン」名義でYouTuberとして活動している。以前は揺紗と佑聖も含め3人で「GUTS AND DEATH」名義で音楽活動しながらYouTubeに動画投稿をしていた。

## 来歴
- 2007年
  - 5月　華族のメンバーであったVo.揺紗とDr.ユウダイを中心に結成。
  - 6月22日　高田馬場AREAで行われたイベントライブ「TRUE roMANTH2」でシークレット出演
  - 7月1日　目黒鹿鳴館で行われたイベントライブ「ヘヴンのお祭り★天まで飛ぼう！！ 〜関東近郊編〜」より活動開始
  - 10月3日 1st single『Little SENOBI』リリース
  - 12月7日 ONEMAN LIVE「SHIBUYA BRAND NEW WAVE」がSHIBUYA BOXXにて行われた。
- 2008年
  - 1月23日 完売となった『Little SENOBI』の3曲目に「in one sense」を収録し『Little SENOBI 2nd press』をリリース
  - 3月26日 2nd single『Plastic Art』 リリース
  - 10月1日 3rd single『サヨナラセツナ』 リリース
  - 主催ツアー「ツアーマングース」を10月10日 名古屋ell.size、10月11日 心斎橋DROPにて敢行。その締めくくりとして10月19日 ONEMAN LIVE「vs.マングース」が表参道FABにて行われた。
- 2009年
  - 4月12日　Vo.揺紗 喉のポリープ治療の為、活動休止（高田馬場AREA）。
  - 4月15日　4th single『NOAH』リリース
  - 6月5日　4th single『NOAH』購入者限定ライブ「KIDDIE SUMMIT」が都内某所（SHIBUYA BOXX）にて行われた。これに伴い活動再開。
  - 7月8日　5th single『elite STAR＋』リリース
  - 8月7日　レギュラーコーナー「Hello!!THE KIDDIE」（NACK5「BEAT SHUFFLE」内、毎週金曜日）放送開始
  - 8月20日　ONEMAN LIVE「Wake up! elite STARS」がShibuya O-WESTにて行われた。同日、オフィシャルファンクラブ「kidd's」発足。
  - 10月7日　3ヶ月連続リリース第1弾 6th single『soar』リリース
  - 11月4日　3ヶ月連続リリース第2弾 7th single『BLACK SIDE』リリース
  - 12月2日　3ヶ月連続リリース第3弾 8th single『ポプラ』リリース、同日にONEMAN LIVE「KIDDIE WONDERLAND」が赤坂BLITZにて行われた。
- 2010年
  - 1月23日　3ヶ月連続リリース購入者限定ライブ「KIDDIE SUMMIT vol.2」が都内某所（原宿アストロホール）にて行われた。
  - 2月13日　初となるファンクラブ限定ライブ「T-PARTY」が原宿アストロホールにて行われた。またこのライブはTシャツ限定GIGとなっている。
  - 3月17日～3月31日 ワンマンツアー THE KIDDIE TOUR 2010【Hi-FiVE】が全国5か所で行われる。
  - 3月24日 インディーズの集大成となるBest Album『SINGLE COLLECTION』リリース
  - 4月2日 レギュラー番組「smile.radio」（bayfm、毎週金曜日）放送開始
  - 7月5日 レギュラーコーナー「THE KIDDIEのchu♥するday」（FM OSAKA「MUSIC COASTER」内、毎週火曜日）放送開始
  - 7月14日 メジャーデビュー。Major 1st single『smile.』リリース
  - 7月30日 レギュラーコーナー「Hello!!THE KIDDIE」（NACK5「BEAT SHUFFLE」内、毎週金曜日）放送終了
  - 8月17日～9月23日 ワンマンツアー ONEMAN TOUR 2010 「SUMMER SMILE」 が全国11か所で行われた。
  - 9月22日 Major 2nd single『Calling』リリース
  - 10月23日 初となるファンクラブ旅行開催。
  - 11月24日 Major 1st Album『BRAVE NEW WORLD』リリース
  - 12月11日～12月28日 ワンマンツアー WINTER TOUR 2010 「DAWN OF THE B.N.W」が1stアルバムであるBRAVE NEW WORLDをひっさげ全国6か所で行われた。
  - 12月24日 ファンクラブ限定ライブ「X'smile～今年は予定あり～」が原宿アストロホールで行われた。同日、レギュラー番組「smile.radio」（bayfm、毎週金曜日）放送終了
- 2011年
  - 4月9日～5月21日 ワンマンツアー THE KIDDIE Happy Spring Tour 2011「kidd's now」が全国9か所で行われた。
  - 5月25日 Major 3rd　single『Nutty Nasty』リリース
  - 8月3日 初の配信限定シングル『Sun'z up』配信開始
  - 8月5日～9月9日　ワンマンツアー THE KIDDIE Summer Tour 2011「Super Summer Sparking 」が全国10か所で行われた。
  - 9月7日 1st LIVE DVD 『THE KIDDIE Happy Spring Tour 2011 「kidd's now」 TOUR FINAL AKASAKA BLITZ』リリース。
  - 9月28日 Major 4th single 『美しきREDRUM』リリース。

## ディスコグラフィー

### シングル
| インディーズ     | インディーズ            | インディーズ  | インディーズ | インディーズ | インディーズ |
| No.              | タイトル                | 発売日        | 収録曲 | 備考 |              |
| ---------------- | ----------------------- | ------------- | --- | --- | ------------ |
| 1st              | Little SENOBI           | 2007年10月3日 | 1. 青（作詞：揺紗 作曲：THE KIDDIE） 2. 翼グラフィティ（作詞：揺紗 作曲：THE KIDDIE）                                                                                     | - インディーズシングル 週間ランキング14位獲得 - 初回盤限定1000枚 |              |
| 1st              | Little SENOBI 2nd press | 2008年1月23日 | 1. 青（作詞：揺紗 作曲：THE KIDDIE） 2. 翼グラフィティ（作詞：揺紗 作曲：THE KIDDIE） 3. in one sense（作詞：揺紗 作曲：THE KIDDIE）                                      | - インディーズシングル 週間ランキング9位 |              |
| 2nd              | Plastic Art             | 2008年3月26日 | 1. Plastic Art（作詞・作曲：揺紗） 2. 恋して★DISCORD（作詞・作曲：揺紗） 3. one and only（作詞：揺紗 作曲：THE KIDDIE）                                                   | - オリコン総合シングルチャート133位 - インディーズシングル 週間ランキング6位 |              |
| 3rd              | サヨナラセツナ          | 2008年10月1日 | 1. サヨナラセツナ（作詞・作曲：揺紗） 2. So high（作詞：揺紗 作曲：ユウダイ） 3. imitation（作詞・作曲：揺紗）                                                            | - オリコン総合シングルチャート103位 - インディーズシングル 週間ランキング5 - ミュージシャンの杉本善徳をプロデューサーに迎えた作品。 |              |
| 4th              | NOAH                    | 2009年4月15日 | 1. NOAH（作詞：揺紗 作曲：揺紗） 2. beMine（作詞：揺紗 作曲：ユウダイ） 3. 4F9（作詞：揺紗 作曲：揺紗）※[B-Type]のみ                                                      | - [A-Type](CD+DVD) - CD:2曲収録、DVD:「NOAH」PV収録 |              |
| 4th              | NOAH                    | 2009年4月15日 | 1. NOAH（作詞：揺紗 作曲：揺紗） 2. beMine（作詞：揺紗 作曲：ユウダイ） 3. 4F9（作詞：揺紗 作曲：揺紗）※[B-Type]のみ                                                      | - [B-Type](CD) - CD:3曲収録 |              |
| 4th              | NOAH                    | 2009年4月15日 | 1. NOAH（作詞：揺紗 作曲：揺紗） 2. beMine（作詞：揺紗 作曲：ユウダイ） 3. 4F9（作詞：揺紗 作曲：揺紗）※[B-Type]のみ                                                      | - オリコン総合シングルチャート55位 - インディーズシングル 週間ランキング3位 |              |
| 5th              | elite STAR+             | 2009年7月8日  | 1. elite STAR+（作詞：揺紗 作曲：ユウダイ） 2. S.M.D（作詞：揺紗 作曲：THE KIDDIE） 3. 夢現ライト（作詞・作曲：揺紗）                                                     | - [A-Type](CD+DVD) - CD:2曲収録、DVD:「elite STAR＋」PV収録 |              |
| 5th              | elite STAR+             | 2009年7月8日  | 1. elite STAR+（作詞：揺紗 作曲：ユウダイ） 2. S.M.D（作詞：揺紗 作曲：THE KIDDIE） 3. 夢現ライト（作詞・作曲：揺紗）                                                     | - [B-Type](CD) - CD:3曲収録 |              |
| 5th              | elite STAR+             | 2009年7月8日  | 1. elite STAR+（作詞：揺紗 作曲：ユウダイ） 2. S.M.D（作詞：揺紗 作曲：THE KIDDIE） 3. 夢現ライト（作詞・作曲：揺紗）                                                     | - オリコン総合シングルチャート58位 - 「elite STAR+」のPVに出演しているのは女優・タレントの小島藤子。 - 曲名の読み方は「エリートスター」。 - "STAR+"には、スタートと言う意味が込められている。 |              |
| 6th              | soar                    | 2009年10月7日 | 1. soar（作詞：揺紗 作曲：THE KIDDIE） 2. ほんとはね。（作詞・作曲：揺紗） 3. Beaming（作詞・作曲：揺紗）※通常盤のみ                                                      | - 初回限定盤(CD+DVD) - CD:2曲収録、DVD:「soar」PV収録 |              |
| 6th              | soar                    | 2009年10月7日 | 1. soar（作詞：揺紗 作曲：THE KIDDIE） 2. ほんとはね。（作詞・作曲：揺紗） 3. Beaming（作詞・作曲：揺紗）※通常盤のみ                                                      | - 通常盤(CD) - CD:3曲収録 |              |
| 6th              | soar                    | 2009年10月7日 | 1. soar（作詞：揺紗 作曲：THE KIDDIE） 2. ほんとはね。（作詞・作曲：揺紗） 3. Beaming（作詞・作曲：揺紗）※通常盤のみ                                                      | - オリコン総合シングルチャート35位 - 日本テレビ「ポシュレデパート深夜店」10月度オープニングテーマ |              |
| 7th              | BLACK SIDE              | 2009年11月4日 | 1. BLACK SIDE（作詞：揺紗 作曲：ユウダイ） 2. NEW WORLD（作詞：揺紗 作曲：ユウダイ） 3. PANORAMA（作詞：揺紗 作曲：佑聖）※通常盤のみ                                      | - 初回限定盤(CD+DVD) - CD:2曲収録、DVD:「BLACK SIDE」PV収録 |              |
| 7th              | BLACK SIDE              | 2009年11月4日 | 1. BLACK SIDE（作詞：揺紗 作曲：ユウダイ） 2. NEW WORLD（作詞：揺紗 作曲：ユウダイ） 3. PANORAMA（作詞：揺紗 作曲：佑聖）※通常盤のみ                                      | - 通常盤(CD) - CD:3曲収録 |              |
| 7th              | BLACK SIDE              | 2009年11月4日 | 1. BLACK SIDE（作詞：揺紗 作曲：ユウダイ） 2. NEW WORLD（作詞：揺紗 作曲：ユウダイ） 3. PANORAMA（作詞：揺紗 作曲：佑聖）※通常盤のみ                                      | - オリコン総合シングルチャート42位 - 日本テレビ「小熊のベア部屋」11月度エンディングテーマ |              |
| 8th              | ポプラ                  | 2009年12月2日 | 1. ポプラ（作詞：揺紗 作曲：ユウダイ） 2. Blow up（作詞・作曲：淳） 3. Arise!（作詞：揺紗 作曲：ユウダイ）※通常盤のみ                                                     | - 初回限定盤(CD+DVD) - CD:2曲収録、DVD:「ポプラ」PV収録 |              |
| 8th              | ポプラ                  | 2009年12月2日 | 1. ポプラ（作詞：揺紗 作曲：ユウダイ） 2. Blow up（作詞・作曲：淳） 3. Arise!（作詞：揺紗 作曲：ユウダイ）※通常盤のみ                                                     | - 通常盤(CD) - CD:3曲収録 |              |
| 8th              | ポプラ                  | 2009年12月2日 | 1. ポプラ（作詞：揺紗 作曲：ユウダイ） 2. Blow up（作詞・作曲：淳） 3. Arise!（作詞：揺紗 作曲：ユウダイ）※通常盤のみ                                                     | - オリコン総合シングルチャート48位 - 日本テレビ「汐留イベント部」12月度エンディングテーマ |              |
| メジャー         |                         |               | | |              |
| No.              | タイトル                | 発売日        | 収録曲 | 備考 |              |
| 1st              | smile.                  | 2010年7月14日 | 1. smile.（作詞・作曲：揺紗） 2. shooting star（作詞・作曲：揺紗） 3. HERO（作詞・作曲：揺紗）※通常盤のみ                                                                 | 初回限定生産盤(CD+DVD) CD:2曲収録、DVD:「smile.」Music Clip収録 |              |
| 1st              | smile.                  | 2010年7月14日 | 1. smile.（作詞・作曲：揺紗） 2. shooting star（作詞・作曲：揺紗） 3. HERO（作詞・作曲：揺紗）※通常盤のみ                                                                 | 通常盤(CD) CD:3曲収録 |              |
| 1st              | smile.                  | 2010年7月14日 | 1. smile.（作詞・作曲：揺紗） 2. shooting star（作詞・作曲：揺紗） 3. HERO（作詞・作曲：揺紗）※通常盤のみ                                                                 | - 恩田快人をプロデューサーに迎えた作品。 - オリコン総合シングルチャート18位 - 日本テレビ系「ハッピーMusic」POWER PLAY - FM NACK5 7月度前期 POWER PLAY - CBCラジオ「さゆりんの音楽楽園(さゆパラ)」7月度EDテーマ                                                                                    |              |
| 2nd              | Calling                 | 2010年9月22日 | 1. Calling（作詞：揺紗 作曲：ユウダイ） 2. PAIN（作詞・作曲：揺紗） 3. 泡とサイダー（作詞：揺紗 作曲：ユウダイ）※通常盤のみ                                               | - 初回限定生産盤(CD+DVD) - CD:2曲収録、DVD:「Calling」Music Clip収録 |              |
| 2nd              | Calling                 | 2010年9月22日 | 1. Calling（作詞：揺紗 作曲：ユウダイ） 2. PAIN（作詞・作曲：揺紗） 3. 泡とサイダー（作詞：揺紗 作曲：ユウダイ）※通常盤のみ                                               | - 通常盤(CD) - CD:3曲収録 |              |
| 2nd              | Calling                 | 2010年9月22日 | 1. Calling（作詞：揺紗 作曲：ユウダイ） 2. PAIN（作詞・作曲：揺紗） 3. 泡とサイダー（作詞：揺紗 作曲：ユウダイ）※通常盤のみ                                               | - 恩田快人をプロデューサーに迎えた作品。 - オリコン総合シングルチャート34位 - MBS「ナルハヤ!」9月度 EDテーマ - e-radio 9月度 POWER PLAY - FM愛知 10月度 POWER PLAY - radio3 Monthly Power Push New - Comer 10月度 POWER PLAY                                                                      |              |
| 3rd              | Nutty Nasty             | 2011年5月25日 | 1. 1.Nutty Nasty（作詞：揺紗 作曲：ユウダイ） 2. グリムキャット（作詞：揺紗 作曲：淳） 3. BRUTUS（作詞・作曲：揺紗）※通常盤のみ                                           | - 初回限定生産盤(CD+DVD) - CD:2曲収録、DVD:「Nutty Nasty」Music Clip収録 |              |
| 3rd              | Nutty Nasty             | 2011年5月25日 | 1. 1.Nutty Nasty（作詞：揺紗 作曲：ユウダイ） 2. グリムキャット（作詞：揺紗 作曲：淳） 3. BRUTUS（作詞・作曲：揺紗）※通常盤のみ                                           | - 通常盤(CD) - CD:3曲収録 |              |
| 3rd              | Nutty Nasty             | 2011年5月25日 | 1. 1.Nutty Nasty（作詞：揺紗 作曲：ユウダイ） 2. グリムキャット（作詞：揺紗 作曲：淳） 3. BRUTUS（作詞・作曲：揺紗）※通常盤のみ                                           | - 恩田快人をプロデューサーに迎えた作品。 - オリコン総合シングルチャート50位 - テレビ朝日『見逃しチャンネル』エンディングテーマ |              |
| 4th              | 美しきREDRUM            | 2011年9月28日 | 1. 美しきREDRUM（作詞：揺紗 作曲：ユウダイ） 2. blue page〜僕らのリアル〜（作詞・作曲：揺紗） 3. 風のエレジー（作詞・作曲：揺紗・淳）※通常盤のみ                          | - 初回限定生産盤A(CD+DVD) - CD:2曲収録、DVD:「美しきREDRUM」Music Clip収録 |              |
| 4th              | 美しきREDRUM            | 2011年9月28日 | 1. 美しきREDRUM（作詞：揺紗 作曲：ユウダイ） 2. blue page〜僕らのリアル〜（作詞・作曲：揺紗） 3. 風のエレジー（作詞・作曲：揺紗・淳）※通常盤のみ                          | - 初回限定生産盤B(CD+DVD) - CD:2曲収録、DVD:「美しきREDRUM」Live ver. Music Clip(Happy Spring Tour 2011「kidd's now」＠5/21赤坂BLITZ)収録 |              |
| 4th              | 美しきREDRUM            | 2011年9月28日 | 1. 美しきREDRUM（作詞：揺紗 作曲：ユウダイ） 2. blue page〜僕らのリアル〜（作詞・作曲：揺紗） 3. 風のエレジー（作詞・作曲：揺紗・淳）※通常盤のみ                          | - 通常盤(CD) - CD:3曲収録 |              |
| 4th              | 美しきREDRUM            | 2011年9月28日 | 1. 美しきREDRUM（作詞：揺紗 作曲：ユウダイ） 2. blue page〜僕らのリアル〜（作詞・作曲：揺紗） 3. 風のエレジー（作詞・作曲：揺紗・淳）※通常盤のみ                          | - オリコン総合シングルチャート21位。 - SPECIAL THANKS for YOU〜スタッフクレジットにあなたのお名前掲載します！〜と称し、対象店舗にて前シングル「Nutty Nasty」初回限定盤／通常盤の2枚同時購入者に、先着で応募はがきを配布、応募した全員の名前を、このCDのブックレットのスタッフクレジット欄に記載。 |              |
| 5th              | I sing for you          | 2012年8月1日  | 1. I sing for you（作詞：THE KIDDIE 作曲：佑聖） 2. すき（作詞・作曲：淳）                                                                                                | - 初回限定生産盤A(CD+DVD) - CD:2曲収録、DVD:「I sing for you」Music Clip収録 |              |
| 5th              | I sing for you          | 2012年8月1日  | 1. I sing for you（作詞：THE KIDDIE 作曲：佑聖） 2. すき（作詞・作曲：淳）                                                                                                | - 初回限定生産盤B(CD+DVD) - CD:2曲収録、DVD:「すき」Music Clip収録 |              |
| 5th              | I sing for you          | 2012年8月1日  | 1. I sing for you（作詞：THE KIDDIE 作曲：佑聖） 2. すき（作詞・作曲：淳）                                                                                                | - 通常盤(CD) - CD:2曲収録 |              |
| 5th              | I sing for you          | 2012年8月1日  | 1. I sing for you（作詞：THE KIDDIE 作曲：佑聖） 2. すき（作詞・作曲：淳）                                                                                                | 1. 「I sing for you」PSP（PlayStationPortable）「キミカレ 〜新学期〜」主題歌 2. 「すき」PSP（PlayStationPortable）「キミカレ 〜新学期〜」挿入歌 |              |
| 6th              | emit.                   | 2014年2月12日 | 1. emit.（作詞：揺紗 作曲：ユウダイ） 2. MONSTER（作詞：揺紗 作曲：佑聖） 3. ライナー（作詞：揺紗 作曲：ユウダイ） 4. funny bunny（作詞・作曲：淳）※Type-Bのみ            | - Type-A(CD+DVD) - CD:3曲収録、DVD:「emit.」Music Clip収録 |              |
| 6th              | emit.                   | 2014年2月12日 | 1. emit.（作詞：揺紗 作曲：ユウダイ） 2. MONSTER（作詞：揺紗 作曲：佑聖） 3. ライナー（作詞：揺紗 作曲：ユウダイ） 4. funny bunny（作詞・作曲：淳）※Type-Bのみ            | - Type-B(CD) - CD:4曲収録 |              |
| 6th              | emit.                   | 2014年2月12日 | 1. emit.（作詞：揺紗 作曲：ユウダイ） 2. MONSTER（作詞：揺紗 作曲：佑聖） 3. ライナー（作詞：揺紗 作曲：ユウダイ） 4. funny bunny（作詞・作曲：淳）※Type-Bのみ            | - avex trax移籍第1弾作品。 - オリコン総合シングルチャート38位 |              |
| 7th              | 1414287356              | 2014年4月16日 | 1. 1414287356（作詞：揺紗 作曲：ユウダイ） 2. 全てはこの掌の中に（作詞：揺紗 作曲：佑聖） 3. 蝕（作詞：揺紗 作曲：そらお） 4. イデオロギー（作詞・作曲：揺紗）※Type-Bのみ | - Type-A(CD+DVD) - CD:3曲収録、DVD:「1414287356」Music Clip収録 |              |
| 7th              | 1414287356              | 2014年4月16日 | 1. 1414287356（作詞：揺紗 作曲：ユウダイ） 2. 全てはこの掌の中に（作詞：揺紗 作曲：佑聖） 3. 蝕（作詞：揺紗 作曲：そらお） 4. イデオロギー（作詞・作曲：揺紗）※Type-Bのみ | - Type-B(CD) - CD:4曲収録 |              |
| 7th              | 1414287356              | 2014年4月16日 | 1. 1414287356（作詞：揺紗 作曲：ユウダイ） 2. 全てはこの掌の中に（作詞：揺紗 作曲：佑聖） 3. 蝕（作詞：揺紗 作曲：そらお） 4. イデオロギー（作詞・作曲：揺紗）※Type-Bのみ | - タイトルの読み方は「ヒトヨヒトヨニハナミゴロ」 - シングルでの自己最高売上を記録 - オリコン総合シングルチャート19位(週間)、7位(デイリー) |              |
| 配信限定シングル |                         |               | | |              |
| No.              | タイトル                | 配信日        | 作詞者/作曲者 | 備考 |              |
| 1st              | Sun'z up                | 2011年8月3日  | 作詞：揺紗 作曲：ユウダイ | 初の配信限定シングル テレビ神奈川「女子待機中」オープニングテーマ |              |

### アルバム
| インディーズ | インディーズ        | インディーズ   | インディーズ | インディーズ | インディーズ |
| No.          | タイトル            | 発売日         | 収録曲 | 備考 |              |
| ------------ | ------------------- | -------------- | --- | --- | ------------ |
| 1st          | SINGLE COLLECTION   | 2010年3月24日  | 1. 青（作詞：揺紗 作曲：揺紗） 2. 翼グラフィティ（作詞：揺紗 作曲：ユウダイ） 3. in one sense（作詞：揺紗 作曲：THE KIDDIE） 4. Plastic Art（作詞・作曲：揺紗） 5. 恋して★DISCORD（作詞・作曲：揺紗） 6. one and only（作詞：揺紗 作曲：THE KIDDIE） 7. サヨナラセツナ（作詞・作曲：揺紗） 8. So high（作詞：揺紗 作曲：ユウダイ） 9. imitation（作詞・作曲：揺紗 10. TORA/UMA（作詞・作曲：揺紗） 11. HANA（作詞：揺紗 作曲：ユウダイ） | - 【Hi-FiVE】ツアー初日、発売日前だったがライブ会場で先行発売された。インディーズ時代最後の作品。ベスト・アルバムに近いアルバムだが、収録曲はすべて新たなアレンジを加え再録されている。原曲を大幅には変えず、一部の歌詞や楽器のソロパートをライブアレンジに近い形にそれぞれの曲をアレンジした。＃6の「one and only」はA、B、Cメロのすべての歌詞、歌のメロディがシングルとは異なる。 - オリコンアルバムランキング初登場112位 |              |
| メジャー     |                     |                | | |              |
| No.          | タイトル            | 発売日         | 収録曲 | 備考 |              |
| 1st          | BRAVE NEW WORLD     | 2010年11月24日 | 1. STEADY（作詞・作曲：揺紗） 2. smile.（作詞・作曲：揺紗） 3. プラズマ（作詞・作曲：揺紗） 4. teenageZ（作詞：揺紗 作曲：ユウダイ） 5. 嵐の夜（作詞・作曲：淳） 6. 白鯨（作詞：揺紗 作曲：ユウダイ） 7. エス・オー・エス（作詞・作曲：揺紗） 8. マイガール（作詞・作曲：揺紗）※初回限定生産盤のみ 9. God bless you!!!（作詞：揺紗 作曲：揺紗・淳） 10. Calling（作詞：揺紗 作曲：ユウダイ） 11. LOVE（作曲：揺紗 作曲：佑聖） 12. Re:evolution（作詞：揺紗 作曲：ユウダイ） 13. Flash（作詞：揺紗 作曲：ユウダイ）                                                                           | - 初回限定生産盤(CD+DVD) - 別冊ブックレット付、スリーブケース仕様 - CD:ボーナストラック1曲(「マイガール」)含む全13曲収録 - DVD:「STEADY」のPVを収録 |              |
| 1st          | BRAVE NEW WORLD     | 2010年11月24日 | 1. STEADY（作詞・作曲：揺紗） 2. smile.（作詞・作曲：揺紗） 3. プラズマ（作詞・作曲：揺紗） 4. teenageZ（作詞：揺紗 作曲：ユウダイ） 5. 嵐の夜（作詞・作曲：淳） 6. 白鯨（作詞：揺紗 作曲：ユウダイ） 7. エス・オー・エス（作詞・作曲：揺紗） 8. マイガール（作詞・作曲：揺紗）※初回限定生産盤のみ 9. God bless you!!!（作詞：揺紗 作曲：揺紗・淳） 10. Calling（作詞：揺紗 作曲：ユウダイ） 11. LOVE（作曲：揺紗 作曲：佑聖） 12. Re:evolution（作詞：揺紗 作曲：ユウダイ） 13. Flash（作詞：揺紗 作曲：ユウダイ）                                                                           | - 通常盤(CD) - 全12曲収録 |              |
| 1st          | BRAVE NEW WORLD     | 2010年11月24日 | 1. STEADY（作詞・作曲：揺紗） 2. smile.（作詞・作曲：揺紗） 3. プラズマ（作詞・作曲：揺紗） 4. teenageZ（作詞：揺紗 作曲：ユウダイ） 5. 嵐の夜（作詞・作曲：淳） 6. 白鯨（作詞：揺紗 作曲：ユウダイ） 7. エス・オー・エス（作詞・作曲：揺紗） 8. マイガール（作詞・作曲：揺紗）※初回限定生産盤のみ 9. God bless you!!!（作詞：揺紗 作曲：揺紗・淳） 10. Calling（作詞：揺紗 作曲：ユウダイ） 11. LOVE（作曲：揺紗 作曲：佑聖） 12. Re:evolution（作詞：揺紗 作曲：ユウダイ） 13. Flash（作詞：揺紗 作曲：ユウダイ）                                                                           | - オリコンアルバムランキング初登場54位獲得 - 恩田快人をプロデューサーに迎えた作品。 |              |
| 2nd          | MA★PIECE            | 2012年3月28日  | 1. 1.MA★PIECE（作詞・作曲:揺紗） 2. mr.FIREBIRD（作詞・作曲:揺紗） 3. Sun'z up（作詞:揺紗 作曲:ユウダイ） 4. 茜射ス空、落チル影（作詞:揺紗 作曲:ユウダイ） 5. 来世の女神（作詞・作曲:揺紗） 6. Nutty Nasty（作詞:揺紗 作曲:ユウダイ） 7. サマードリーム（作詞:揺紗 作曲:佑聖） 8. ハッピーエンドが待っている（作詞:揺紗 作曲:ユウダイ） 9. Destination（作詞:揺紗 作曲:THE KIDDIE） 10. 美しきREDRUM（作詞:揺紗 作曲:ユウダイ） 11. 二人のメモリーズ（作詞:揺紗 作曲:佑聖） 12. stand by me（作詞:揺紗≪英訳：ユウダイ≫ 作曲:ユウダイ） 13. アダルト（作詞:揺紗 作曲:佑聖）※初回限定生産盤のみ | - 初回限定生産盤(CD+DVD) - CD:ボーナストラック1曲(「アダルト」)含む全13曲収録 - DVD:「MA★PIECE」「Sun'z up」のPVを収録 |              |
| 2nd          | MA★PIECE            | 2012年3月28日  | 1. 1.MA★PIECE（作詞・作曲:揺紗） 2. mr.FIREBIRD（作詞・作曲:揺紗） 3. Sun'z up（作詞:揺紗 作曲:ユウダイ） 4. 茜射ス空、落チル影（作詞:揺紗 作曲:ユウダイ） 5. 来世の女神（作詞・作曲:揺紗） 6. Nutty Nasty（作詞:揺紗 作曲:ユウダイ） 7. サマードリーム（作詞:揺紗 作曲:佑聖） 8. ハッピーエンドが待っている（作詞:揺紗 作曲:ユウダイ） 9. Destination（作詞:揺紗 作曲:THE KIDDIE） 10. 美しきREDRUM（作詞:揺紗 作曲:ユウダイ） 11. 二人のメモリーズ（作詞:揺紗 作曲:佑聖） 12. stand by me（作詞:揺紗≪英訳：ユウダイ≫ 作曲:ユウダイ） 13. アダルト（作詞:揺紗 作曲:佑聖）※初回限定生産盤のみ | - 通常盤(CD) - 全12曲収録 |              |
| 2nd          | MA★PIECE            | 2012年3月28日  | 1. 1.MA★PIECE（作詞・作曲:揺紗） 2. mr.FIREBIRD（作詞・作曲:揺紗） 3. Sun'z up（作詞:揺紗 作曲:ユウダイ） 4. 茜射ス空、落チル影（作詞:揺紗 作曲:ユウダイ） 5. 来世の女神（作詞・作曲:揺紗） 6. Nutty Nasty（作詞:揺紗 作曲:ユウダイ） 7. サマードリーム（作詞:揺紗 作曲:佑聖） 8. ハッピーエンドが待っている（作詞:揺紗 作曲:ユウダイ） 9. Destination（作詞:揺紗 作曲:THE KIDDIE） 10. 美しきREDRUM（作詞:揺紗 作曲:ユウダイ） 11. 二人のメモリーズ（作詞:揺紗 作曲:佑聖） 12. stand by me（作詞:揺紗≪英訳：ユウダイ≫ 作曲:ユウダイ） 13. アダルト（作詞:揺紗 作曲:佑聖）※初回限定生産盤のみ | - オリコンアルバムランキング初登場39位獲得 - #1.MA★PIECE:テレビ朝日系「BREAK OUT」3月度エンディング・トラック - 恩田快人とのデビュー以来のサウンド作りの集大成。 |              |
| 3rd          | THE 5 -FIVE-        | 2012年11月28日 | 1. CRITICAL ELEVATION（作詞:揺紗 作曲:ユウダイ） 2. 毒（作詞・作曲:揺紗） 3. I sing for you（作詞:THE KIDDIE 作曲:佑聖 ） 4. ARCADIA（作詞・作曲:揺紗） 5. 5月5日（作詞・作曲:揺紗） 6. 悲しみのDERRINGER（作詞:揺紗 作曲:佑聖） 7. 溺れたルージュ（作詞・作曲:淳） 8. シュプレヒコール（作詞:揺紗・ユウダイ 作曲:佑聖） 9. VANITY（作詞:揺紗 作曲:そらお） 10. メガロマニア（作詞・作曲:揺紗） 11. すき（作詞・作曲:淳） 12. 鳴り止まない歌（作詞:揺紗 作曲:ユウダイ） | - 初回限定生産盤(CD+CD+DVD) - BONUS DISC2枚付の3枚組 - CD:全12曲収録 - BONUS CD『Singles』 1.smile./2.Calling/3.Nutty Nasty/4.美しきREDRUM/5.Sun'z up - BONUS DVD 『Clips』 1.CRITICAL ELEVATION/2.smile./3.Calling/4.Nutty Nasty/5.美しきREDRUM/6.Sun'z up |              |
| 3rd          | THE 5 -FIVE-        | 2012年11月28日 | 1. CRITICAL ELEVATION（作詞:揺紗 作曲:ユウダイ） 2. 毒（作詞・作曲:揺紗） 3. I sing for you（作詞:THE KIDDIE 作曲:佑聖 ） 4. ARCADIA（作詞・作曲:揺紗） 5. 5月5日（作詞・作曲:揺紗） 6. 悲しみのDERRINGER（作詞:揺紗 作曲:佑聖） 7. 溺れたルージュ（作詞・作曲:淳） 8. シュプレヒコール（作詞:揺紗・ユウダイ 作曲:佑聖） 9. VANITY（作詞:揺紗 作曲:そらお） 10. メガロマニア（作詞・作曲:揺紗） 11. すき（作詞・作曲:淳） 12. 鳴り止まない歌（作詞:揺紗 作曲:ユウダイ） | - 通常盤(CD) - CD:全12曲収録（初回限定生産盤と共通） |              |
| 3rd          | THE 5 -FIVE-        | 2012年11月28日 | 1. CRITICAL ELEVATION（作詞:揺紗 作曲:ユウダイ） 2. 毒（作詞・作曲:揺紗） 3. I sing for you（作詞:THE KIDDIE 作曲:佑聖 ） 4. ARCADIA（作詞・作曲:揺紗） 5. 5月5日（作詞・作曲:揺紗） 6. 悲しみのDERRINGER（作詞:揺紗 作曲:佑聖） 7. 溺れたルージュ（作詞・作曲:淳） 8. シュプレヒコール（作詞:揺紗・ユウダイ 作曲:佑聖） 9. VANITY（作詞:揺紗 作曲:そらお） 10. メガロマニア（作詞・作曲:揺紗） 11. すき（作詞・作曲:淳） 12. 鳴り止まない歌（作詞:揺紗 作曲:ユウダイ） | - オリコンアルバムランキング初登場57位獲得 - #1.CRITICAL ELEVATION:愛媛朝日テレビ『Love Chu! Chu!』11月度エンディングテーマ。 - #5.5月5日:神奈川県藤沢市のご当地ソング |              |
| ベスト       | SINGLE COLLECTION 2 | 2013年5月1日   | 1. NOAH（作詞・作曲：揺紗） 2. beMine（作詞：揺紗 作曲：ユウダイ） 3. 4F9（作詞・作曲：揺紗） 4. elite STAR+（作詞：揺紗 作曲：ユウダイ） 5. S.M.D.（作詞：揺紗 作曲：THE KIDDIE） 6. 夢現ライト（作詞・作曲：揺紗） 7. soar（作詞：揺紗 作曲：THE KIDDIE） 8. ほんとはね。（作詞・作曲：揺紗） 9. Beaming（作詞・作曲：揺紗） 10. BLACK SIDE（作詞：揺紗 作曲：ユウダイ） 11. NEW WORLD（作詞：揺紗 作曲：ユウダイ） 12. PANORAMA（作詞：揺紗 作曲：佑聖） 13. ポプラ（作詞：揺紗 作曲：ユウダイ） 14. Blow up（作詞・作曲：淳） 15. Arise!（作詞：揺紗 作曲：ユウダイ）                     | - CD:全15曲収録 - インディーズ時代の楽曲を収録したベスト・アルバム - 今作のみユニバーサルJから発売された |              |
| ベスト       | SINGLE COLLECTION 2 | 2013年5月1日   | 1. NOAH（作詞・作曲：揺紗） 2. beMine（作詞：揺紗 作曲：ユウダイ） 3. 4F9（作詞・作曲：揺紗） 4. elite STAR+（作詞：揺紗 作曲：ユウダイ） 5. S.M.D.（作詞：揺紗 作曲：THE KIDDIE） 6. 夢現ライト（作詞・作曲：揺紗） 7. soar（作詞：揺紗 作曲：THE KIDDIE） 8. ほんとはね。（作詞・作曲：揺紗） 9. Beaming（作詞・作曲：揺紗） 10. BLACK SIDE（作詞：揺紗 作曲：ユウダイ） 11. NEW WORLD（作詞：揺紗 作曲：ユウダイ） 12. PANORAMA（作詞：揺紗 作曲：佑聖） 13. ポプラ（作詞：揺紗 作曲：ユウダイ） 14. Blow up（作詞・作曲：淳） 15. Arise!（作詞：揺紗 作曲：ユウダイ）                     | - オリコンアルバムランキング初登場52位獲得 |              |
| 4th          | DYSTOPIA            | 2014年11月26日 | 1. Dear DYSTOPIA（作詞:揺紗 作曲:揺紗・淳） 2. OMELAS（作詞・作曲:揺紗） 3. JOKERS（作詞:揺紗 作曲:ユウダイ ） 4. 1 or 8（作詞:揺紗 作曲:佑聖） 5. 1414287356（作詞:揺紗 作曲:ユウダイ） 6. DILEMMA（作詞:揺紗 作曲:佑聖） 7. HATE（作詞:揺紗 作曲:淳） 8. FLY（作詞:揺紗 作曲:佑聖） 9. emit.（作詞:揺紗 作曲:ユウダイ） 10. Always on your side（作詞・作曲:淳） 11. Now 'n Never（作詞・作曲:ユウダイ） 12. ワンダーワールド（作詞:揺紗 作曲:ユウダイ） 13. 鮫（作詞・作曲:揺紗）※[CD]盤のみ 14. 溜息の呪文（作詞:揺紗 作曲:佑聖）※[CD]盤のみ                                              | - [CD+DVD]盤 - CD:全12曲収録 - DVD:Music Clip4曲収録1.OMELAS/2.emit./3.1414287356/4.ワンダーワールド |              |
| 4th          | DYSTOPIA            | 2014年11月26日 | 1. Dear DYSTOPIA（作詞:揺紗 作曲:揺紗・淳） 2. OMELAS（作詞・作曲:揺紗） 3. JOKERS（作詞:揺紗 作曲:ユウダイ ） 4. 1 or 8（作詞:揺紗 作曲:佑聖） 5. 1414287356（作詞:揺紗 作曲:ユウダイ） 6. DILEMMA（作詞:揺紗 作曲:佑聖） 7. HATE（作詞:揺紗 作曲:淳） 8. FLY（作詞:揺紗 作曲:佑聖） 9. emit.（作詞:揺紗 作曲:ユウダイ） 10. Always on your side（作詞・作曲:淳） 11. Now 'n Never（作詞・作曲:ユウダイ） 12. ワンダーワールド（作詞:揺紗 作曲:ユウダイ） 13. 鮫（作詞・作曲:揺紗）※[CD]盤のみ 14. 溜息の呪文（作詞:揺紗 作曲:佑聖）※[CD]盤のみ                                              | - [CD]盤 - ボーナス・トラック2曲（「鮫」「溜息の呪文」）含む全14曲収録 |              |
| 4th          | DYSTOPIA            | 2014年11月26日 | 1. Dear DYSTOPIA（作詞:揺紗 作曲:揺紗・淳） 2. OMELAS（作詞・作曲:揺紗） 3. JOKERS（作詞:揺紗 作曲:ユウダイ ） 4. 1 or 8（作詞:揺紗 作曲:佑聖） 5. 1414287356（作詞:揺紗 作曲:ユウダイ） 6. DILEMMA（作詞:揺紗 作曲:佑聖） 7. HATE（作詞:揺紗 作曲:淳） 8. FLY（作詞:揺紗 作曲:佑聖） 9. emit.（作詞:揺紗 作曲:ユウダイ） 10. Always on your side（作詞・作曲:淳） 11. Now 'n Never（作詞・作曲:ユウダイ） 12. ワンダーワールド（作詞:揺紗 作曲:ユウダイ） 13. 鮫（作詞・作曲:揺紗）※[CD]盤のみ 14. 溜息の呪文（作詞:揺紗 作曲:佑聖）※[CD]盤のみ                                              | - オリコンアルバムランキング初登場52位獲得 |              |

### DVD
| No. | タイトル                                                                  | 発売日            | 収録曲 | 備考                                                      |
| --- | ------------------------------------------------------------------------- | ----------------- | --- | --------------------------------------------------------- |
| 1st | THE KIDDIE Happy Spring Tour 2011 「kidd's now」 TOUR FINAL AKASAKA BLITZ | 2011年9月7日      | 1. smile. 2. Re:evolution 3. in one scence 4. Calling 5. STEADY 6. PAIN 7. 泡とサイダー 8. Nutty Nasty 9. LOVE 10. マイガール 11. プラズマ 12. 嵐の夜 13. BLACK SIDE 14. Beaming 15. elite STAR＋ 16. NEW WORLD 17. ポプラ 18. 恋して★DISCORD 19. So high 20. NOAH | - 初回限定生産盤 - 別冊100Pブックレット、スリーブケース付 |
| 1st | THE KIDDIE Happy Spring Tour 2011 「kidd's now」 TOUR FINAL AKASAKA BLITZ | 2011年9月7日      | 1. smile. 2. Re:evolution 3. in one scence 4. Calling 5. STEADY 6. PAIN 7. 泡とサイダー 8. Nutty Nasty 9. LOVE 10. マイガール 11. プラズマ 12. 嵐の夜 13. BLACK SIDE 14. Beaming 15. elite STAR＋ 16. NEW WORLD 17. ポプラ 18. 恋して★DISCORD 19. So high 20. NOAH | - 通常盤 - DVDのみ、収録内容は初回限定生産盤と共通        |
| 2nd | THE KIDDIE 2007-2015 Memorial Box "THE LAST SCENES"                       | 2015年5月20日予定 | - DISC1:「THE LAST JUDGEMENT」(2014.12.25 渋谷公会堂公演 LIVE DVD) - DISC2:「〜ユメヲハコブネ〜」(2015.3.31 Zepp Tokyo公演 LIVE DVD) - DISC3:THE KIDDIE Member Personal Interview&Special Off Shot                                                                 | 完全受注生産商品                                          |

### 参加オムニバス
| タイトル      | 発売日        | 参加楽曲                          |
| ------------- | ------------- | --------------------------------- |
| V-ROCK Disney | 2011年9月14日 | Supercalifraglisticexpialidocious |

## ラジオ番組
「Hello!THE KIDDIE」（NACK5）
- ラジオ番組「BEAT SHUFFLE」内のレギュラーコーナー。
- 2009年8月7日よりスタート。毎週金曜日、19時15分～25分の10分間放送。放送開始～2010年3月12日までは18時15分～25分の10分間の放送だったが、2010年3月19日から現在の放送時間となっている。リリースタイミング時は生放送、番組終了後も「BEAT SHUFFLE」に出演となる。
- 2010年7月30日をもって放送終了。この日はリリースタイミングではなかったが、拡大生放送となった。

「smile.radio」（bayfm）
- 2010年4月2日よりスタート。毎週金曜日、24時00分～27分の27分間放送。
- 2010年12月24日をもって放送終了。

「THE KIDDIEのchu♥するday」（FM OSAKA）
- ラジオ番組「MUSIC COASTER」内のレギュラーコーナー。
- 2010年7月6日よりスタート。毎週火曜日、19時20分頃～30分頃までの10分間放送。
- 番組ジングルは8月28日大阪BIG CATのライブ時、アンコール中に収録された。
- 基本は揺紗が関西弁などに挑戦したり、リスナーの悩みに答えるが、CD発売が近づくと他のメンバーが応援に来る。

「THE KIDDIEのまだまだ寝れナイト」（CBCラジオ）
- サタデーティーンズナイト枠のレギュラー番組。
- 2011年4月9日よりスタート。毎週土曜日22：30〜23:00の30分間放送
- 揺紗とユウダイがメインで出演。

「GO! GO! THE KIDDIE」（FM FUJI）
- 2012年10月6日スタート。
- 毎週土曜日22時～のVisualize Zone枠内の24時～30分の30分間番組。
- 出演メンバーは全員もしくは数人の毎週交代であったため定まっていなかった。
- 2012年12月29日放送終了で、3ヶ月間の番組であったため、今までのVisualize Zone枠内では最も短い期間の番組だった。
- 番組ブログが用意され公開状態になっていたが、番組終了まで1度も更新されなかった。